# Адамовский сельский совет (Криничанский район)
Ада́мовский се́льский сове́т (укр. Адамівська сільська рада) — входит в состав
Криничанского района
Днепропетровской области
Украины.
Административный центр сельского совета находится в 
с. Адамовка.

## Населённые пункты совета
- с. Адамовка
- с. Зелёная Долина